# Kladnói járás

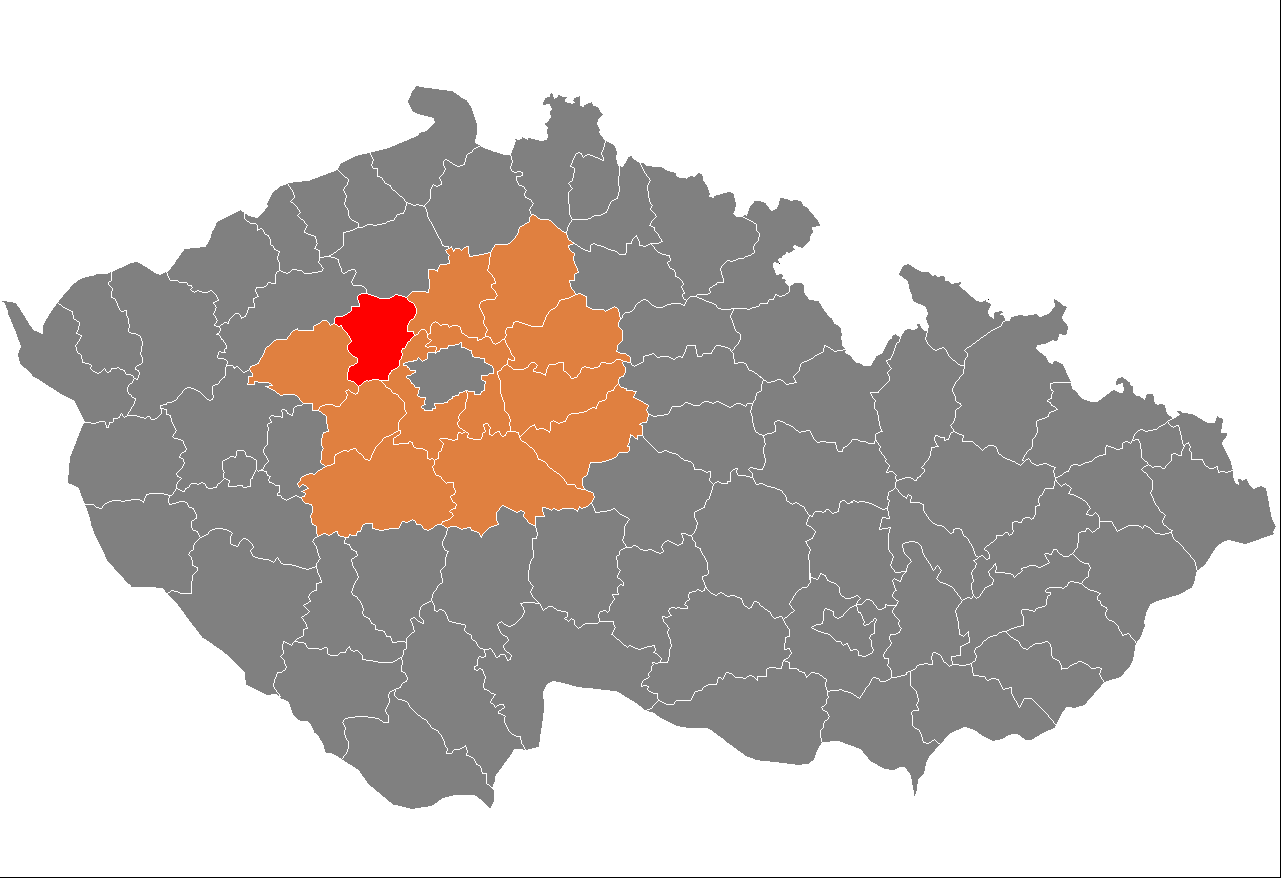
A Kladnói járás

A Kladnói járás (csehül: Okres Kladno) közigazgatási egység Csehország Közép-csehországi kerületében. Székhelye Kladno. Lakosainak száma 152 163 fő (2007). Területe 719,61 km².

## Városai, mezővárosai és községei
A városok félkövér, a mezővárosok dőlt, a községek álló betűkkel szerepelnek a felsorolásban.

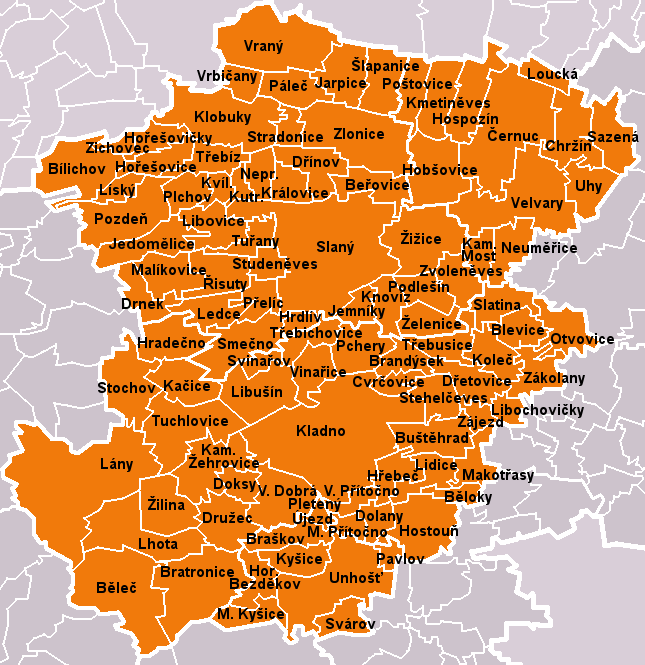
A Kladnói járás városai és községei

Běleč •
Běloky •
Beřovice •
Bílichov •
Blevice •
Brandýsek •
Braškov •
Bratronice •
Buštěhrad •
Černuc •
Chržín •
Cvrčovice •
Doksy •
Dolany •
Dřetovice •
Dřínov •
Drnek •
Družec •
Hobšovice •
Hořešovice •
Hořešovičky •
Horní Bezděkov •
Hospozín •
Hostouň •
Hradečno •
Hrdlív •
Hřebeč •
Jarpice •
Jedomělice •
Jemníky •
Kačice •
Kamenné Žehrovice •
Kamenný Most •
Kladno •
Klobuky •
Kmetiněves •
Knovíz •
Koleč •
Královice •
Kutrovice •
Kvílice •
Kyšice •
Lány •
Ledce •
Lhota •
Libochovičky •
Libovice •
Libušín •
Lidice •
Líský •
Loucká •
Makotřasy •
Malé Kyšice •
Malé Přítočno •
Malíkovice •
Neprobylice •
Neuměřice •
Otvovice •
Páleč •
Pavlov •
Pchery •
Plchov •
Pletený Újezd •
Podlešín •
Poštovice •
Pozdeň •
Přelíc •
Řisuty •
Sazená •
Slaný •
Šlapanice •
Slatina •
Smečno •
Stehelčeves •
Stochov •
Stradonice •
Studeněves •
Svárov •
Svinařov •
Třebichovice •
Třebíz •
Třebusice •
Tuchlovice •
Tuřany •
Uhy •
Unhošť •
Velká Dobrá •
Velké Přítočno •
Velvary •
Vinařice •
Vraný •
Vrbičany •
Zájezd •
Zákolany •
Želenice •
Zichovec •
Žilina •
Žižice •
Zlonice •
Zvoleněves

## Fordítás
- Ez a szócikk részben vagy egészben  a   Kladno District című angol Wikipédia-szócikk ezen változatának fordításán alapul.  Az eredeti cikk szerkesztőit annak laptörténete sorolja fel. Ez a jelzés csupán a megfogalmazás eredetét és a szerzői jogokat jelzi, nem szolgál a cikkben szereplő információk forrásmegjelöléseként.
- Ez a szócikk részben vagy egészben  az   Okres Kladno című cseh Wikipédia-szócikk ezen változatának fordításán alapul.  Az eredeti cikk szerkesztőit annak laptörténete sorolja fel. Ez a jelzés csupán a megfogalmazás eredetét és a szerzői jogokat jelzi, nem szolgál a cikkben szereplő információk forrásmegjelöléseként.